# Setu Babakan

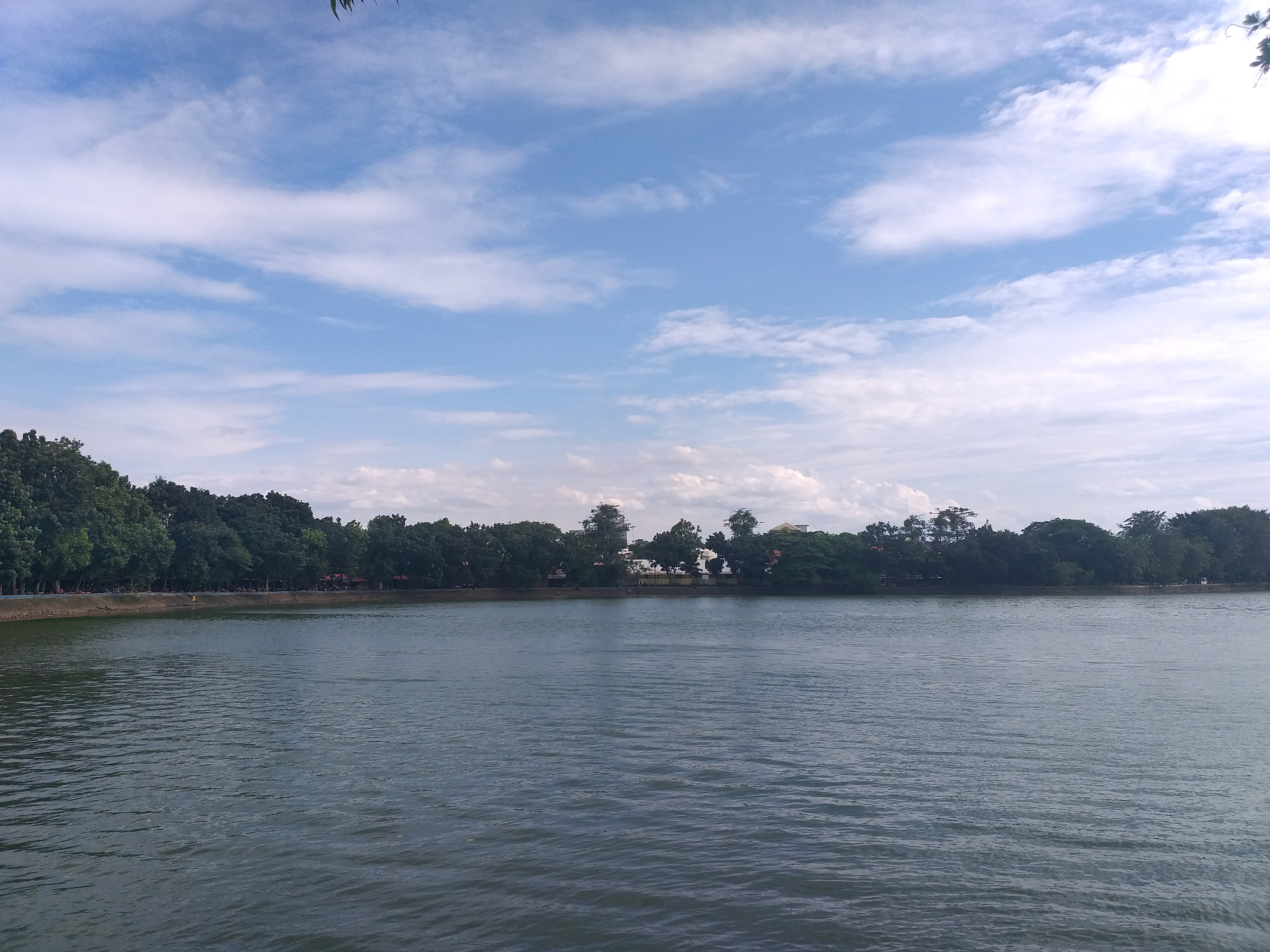
Lago Babakan

Setu Babakan o Lago Babakan se localiza en Srengsen Sewah, un subdistrito de Jagakarsa, en el municipio de Yakarta del Sur, cerca a Depok en la Villa Cultural de Betawi, el cual es considerado patrimonio cultural de Yakarta y que está dedicado a la preservación de la cultura indígena Betawi.
El Lago Babakan tiene un área de 32 hectáreas y toma sus aguas del río Ciliwung. El lago se utiliza para el cultivo de peces por los habitantes de sus orillas. Hay más de 100 jaulas flotantes las cuales se usan para producir diferentes variedades de pescado, como tilapia, carpa y peces ornamentales.
También se practican actividades recreativas como canotaje y pesca. Los parques que rodean el lago se cultivan con árboles frutales tales como el banano, palma de coco y la guayaba.
- Datos: Q4262949
- Multimedia: Setu Babakan / Q4262949